# Ebenezer van Zijl
Ebenezer van Zijl, häufig Eben van Zyl (* 1931 in Keetmanshoop, Südwestafrika; † 13. Januar 2009 in Swakopmund), war ein namibischer Rechtsanwalt und Politiker der National Party of South West Africa (NP-SWA).
Van Zyl war im völkerrechtswidrig von Südafrika annektierten Südwestafrika (heute Namibia) hochrangiges Mitglied der NP-SWA und von 1964 bis 1981 Abgeordneter des South West African Legislative Assembly. Er zog sich 1981 aus der Politik zurück, nachdem er die Wahl um den Parteivorsitz gegen Kosie Pretorius verloren hatte. Bereits 1983 zog es van Zyl wieder in die Politik. Vom 17. Dezember 1986 bis zum 31. Januar 1987 war er Minister für Landwirtschaft, Wasser und Fischerei in der Übergangsregierung der nationalen Einheit.
Eben van Zyl schloss sich 1985/86, unter anderem gemeinsam mit Moses Katjiuongua und der SWANU, zur National Patriotic Front (NPF) zusammen. Den einzigen Sitz für die NPF gewann bei den ersten freien Wahlen 1989 Katjiongua. Van Zyl verließ daraufhin die politische Bühne.
Van Zyl lebte fortan auf seiner Farm „Den Haag“ bei Summerdown.